# Asenblut
Asenblut ist eine Melodic-Death-Metal-Band aus Göttingen. Sie wurde 2007 gegründet und steht seit 2024 beim Plattenlabel Massacre Records unter Vertrag. 

## Geschichte
Asenblut wurde 2006 von Tim „Tetzel“ Schmidt zunächst als namenloses Projekt ins Leben gerufen, löste sich aber schon kurze Zeit später nach nur einigen erfolglosen Proben infolge zu hoher beruflicher und studentischer Belastung wieder auf. Die tatsächliche Gründung mit der aktuellen Namensgebung durch Tim „Tetzel“ Schmidt und Claus Cleinkrieg ist auf Oktober 2007 zu datieren. Tim Schmidt und Claus Cleinkrieg hatten sich kennengelernt, als Schmidt bei Cleinkrieg eine Zeitlang Gitarrenunterricht nahm. Man beschloss, in einigen Proben herauszufinden, ob dies musikalisch fruchten könnte. Bald darauf war ein Schlagzeuger gefunden, und die Proben führten in kurzer Zeit zu einem umfangreichen Repertoire. Daraufhin beschlossen Cleinkrieg und Tetzel, die Band fortzuführen. Infolge des höheren Zeitaufwandes und den Möglichkeiten, Konzertauftritte zu absolvieren, entschied sich Schlagzeuger J. 2008 jedoch, aus der Band auszusteigen. An seiner Stelle stieß kurz darauf Maté „Balrogh“ Balogh dazu. Damit hatte sich der heutige Kern der Band Asenblut formiert und eine erste Demo mit dem Titel „Kampfruf“ konnte realisiert werden, welche auf 100 Exemplare limitiert wurde.
Das erste Album entstand unter dem bis dato noch jungen deutschen Independent-Label Asatru-Klangwerke. Das Debüt-Album „Aufbruch“ aus dem Jahre 2009 ist stark geprägt von der Suche nach der musikalischen Ausrichtung sowie dem Versuch, allen unterschiedlichen Einflüssen gerecht werden zu wollen. Von Anbeginn der Veröffentlichungen von Asenblut wurden seitens der Presse immer wieder Vergleiche mit der schwedischen Band Amon Amarth gezogen.
Kurz nach der Veröffentlichung von Aufbruch trat das Label jedoch mit zweifelhaften Inhalten in Erscheinung, die einen Rückschluss auf eine ideologische Gesinnung zuließen, in deren Zusammenhang sich die Band Asenblut nicht stellen lassen wollte. Dies führte dazu, dass sich Asenblut von der Zusammenarbeit mit dem Label strikt distanzierte und diese sofort beendete.

Aus heutiger Sicht wird die damalige Zusammenarbeit vonseiten der Band wie folgt kommentiert:
[…] Unser damaliges „Label“ ist an dieser ganzen Situation Schuld […] Später haben die auch Rechtsrock und so Sachen in ihrem Shop verkauft. Deswegen haben wir die Scheiße ja am Hacken. Am Tag nach dem „Aufbruch“-Release […] haben wir uns von denen getrennt […].
 Ein neuer Plattenvertrag kam 2011 bei MDD Records zustande, wo man sich musikalisch besser betreut fühlte und frei von Stigmata agieren konnte. In den folgenden Jahren war Asenblut von vielen Besetzungswechseln, insbesondere am Bass und der zweiten Gitarre, geprägt. Hinzu kamen Probleme mit Räumlichkeiten für die Proben, sodass immer wieder längere Schaffenspausen eingelegt werden mussten. Während der Aufnahmen zum zweiten Studioalbum erkrankte Tim „Tetzel“ Schmidt außerdem an einer Autoimmunkrankheit, bei der auch sein zentrales Nervensystem betroffen war. Während der langwierigen Genesung entschied Schmidt, sich zukünftig nur noch auf seine Rolle als Sänger und Frontmann zu konzentrieren. Die Besetzung der Rhythmusgitarre wurde von neuen Bandmitgliedern übernommen. Im Jahre 2013 erschien dann Von Worten und Taten und zeigte schon eine klarere kompositorische Ausrichtung. Obwohl weiterhin Einflüsse unterschiedlichster Subgenres in die Werke einflossen, wurde erkennbar, dass sich die musikalische Ausrichtung zum Melodic-Death-Metal hin entwickelte.
Nach dem erfolgreichen Sieg um die „Devil’s Wall Trophy“ und dem damit verbundenen Slot auf dem Rock Harz Festival im Jahre 2015 wurde Asenblut von AFM-Records, einem Label von Soulfood Music, unter Vertrag genommen. Im Spätsommer 2016 erschien dort das musikalisch deutlich gereifte Werk Berserker, welches gemeinsam mit dem Produzent Sebastian „Seeb“ Levermann, Sänger und Mastermind der deutschen Power-Metal-Band Orden Ogan, in den Greenman-Studios aufgenommen wurde. Sänger Tetzel wirkte des Weiteren als kämpfender Darsteller im Video zum gleichnamigen Lied Berserker der Gruppe Harpyie mit, das am 31. März 2017 veröffentlicht wurde.
Im Frühjahr 2018 wurde die EP Legenden veröffentlicht, die vollständig neu überarbeitete und arrangierte Stücke aus dem Debütalbum Aufbruch enthielt.
Der 2020 erschienene Longplayer Die wilde Jagd war das letzte Asenblut-Album für AFM Records. Bedingt durch die Corona-Pandemie konnten keine Live-Auftritte zu diesem Album stattfinden. Ersatzweise fanden zwei Konzerte ohne Publikum statt, welche im Exil in Göttingen und bei der Heimburger Metal-Nacht, zusammen mit Varg, online live übertragen wurden. 2022 konnte die Live-Tour zum Album mit den beiden neuen Gitarristen Alexander Seher und Chris Beck nachgeholt werden. In diesem Jahr hatte die Band auch einen weiteren Auftritt auf dem Rock Harz Festival.
Im Frühjahr 2023 ging Asenblut als Support für die Vanitas-Tour von Nachtblut auf Tour. Parallel dazu begannen die Arbeiten zu einem neuen Album. Da Tetzel seit 2023 auch beim Projekt „All For Metal“ aktiv ist, wurde die Produktion für das neue Album Entfesselt erst zum Jahresende abgeschlossen.
Im Januar 2024 wurden zwei Videos zu den Songs Unbesiegbar und Entfesselt an der Teufelsmauer bei Ballenstedt und Umgebung gedreht. Zusammen mit dem Auftritt auf dem diesjährigen Wacken-Festival erfolgte auch das Release zum Album Entfesselt. Im Herbst ging die Band mit Deliver the Galaxy als Support durch Deutschland und Österreich auf Headliner-Tour. In diesem Jahr erschien bei Massacre Records auch eine Neuauflage des 2016er Albums Berserker. 
Im Frühjahr 2025 wurde die Entfesselt-Tour auf dem Ragnarök-Festival fortgesetzt, spätere Auftritte, unter anderem beim Rockharz Festival und bei Summer Brise, folgten. Gleichzeitig arbeitete die Band an neuen Songs für ein 2026 erscheinendes Album.  

## Stil

### Musik
Asenblut lässt sich nicht eindeutig in ein Subgenre des Metal einordnen. Musikalisch entspricht die Entwicklung der Band über vier Veröffentlichungen hin bis heute am ehesten dem Genre des (Melodic) Death-Metals. Dennoch sind in den Kompositionen auch starke Einflüsse klassischen Thrash-Metals, aber auch Stilelemente des Black-Metals wiederzuerkennen, sowie viele Anleihen der NWOBHM-Ära. Die Kompositionen auf dem Album Berserker haben einen weit größeren Anteil von Melodien mit hohem Wiedererkennungswert, wohingegen die kompositorischen Grundstrukturen gegenüber den früheren Alben deutlich konventioneller und weniger progressiv daherkommen.

### Texte
Textlich bediente man sich anfänglich, in Anlehnung an die Namensgebung der Band, überwiegend aus dem Bereich der nordischen Mythologien. Mittlerweile haben sich die Themengebiete jedoch breiter aufgestellt. Dabei sind immer wieder Bezüge zur Fantasy-Literatur, aber auch zur Pop-Kultur und sozio-kulturellen Themen zu finden.

### Instrumentierung
Asenblut spielt im klassischen Metal Line-Up mit der Besetzung Schlagzeug, zwei Gitarren, Bass und Gesang. Der Gesang ist, wie in vielen modernen Extrem-Metal-Genres üblich, überwiegend Gutturalgesang, wobei einzelne Passagen auch mit hohen Screams gesungen werden. Die Gitarren waren anfangs im Drop-Des Tuning (Db-Ab-Db-Gb-Bb-Eb), selten Standard-Es (Eb-Ab-Db-Gb-Bb-Eb) gestimmt. Aktuellere Veröffentlichung sind im Drop H (H-F#-B-E-G#-C#) Tuning erschienen. Neben typischem Heavy-Metal-Riffing finden moderne Stilelemente wie Blastbeats, Tremolo-Pickingpassagen, aber auch Soli und eingängige Melodiepassagen Eingang in die Kompositionen.

## Galerie

Asenblut, aktuelle Besetzung live auf dem Rockharz 2022
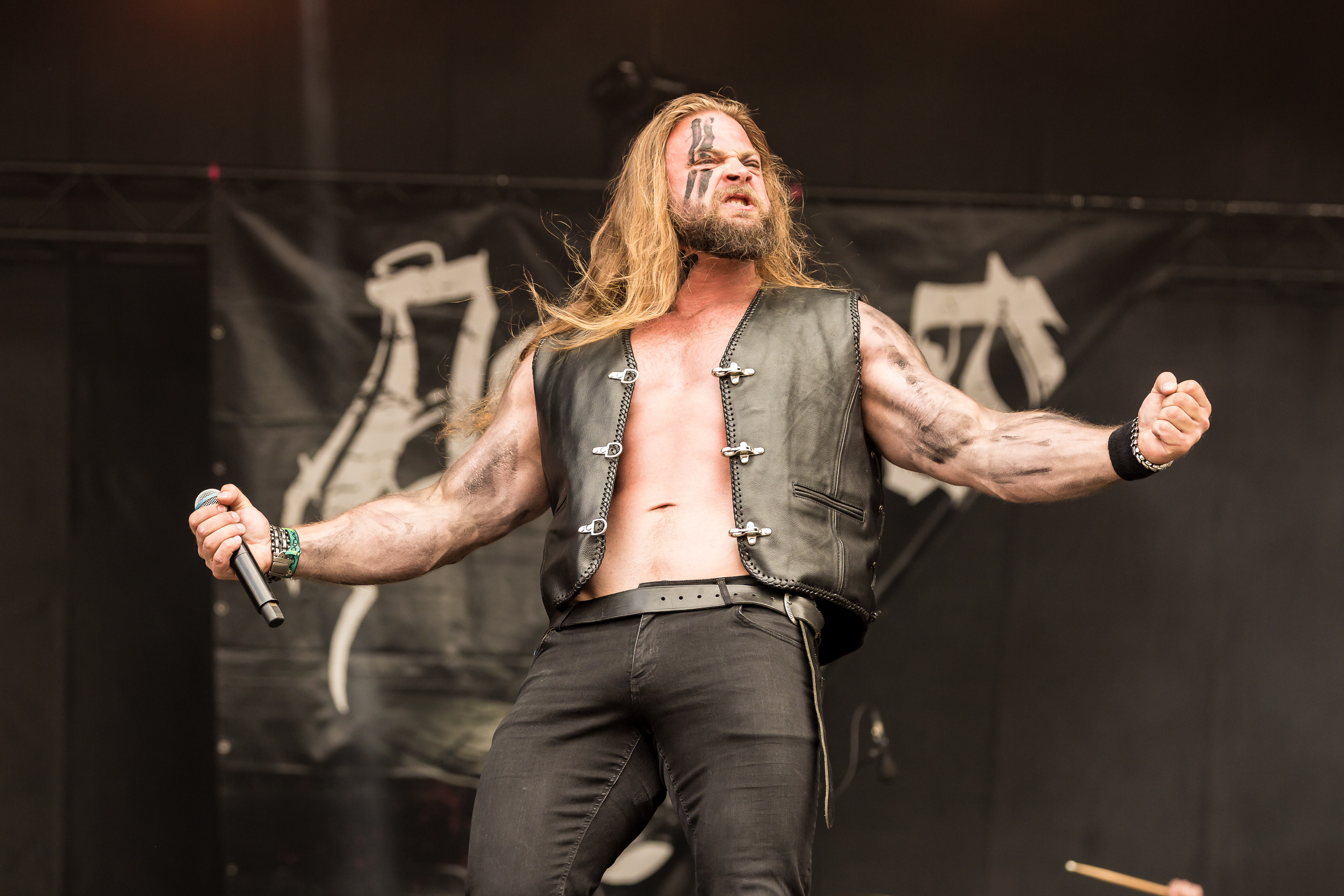
Sänger Tim "Tetzel" Schmidt
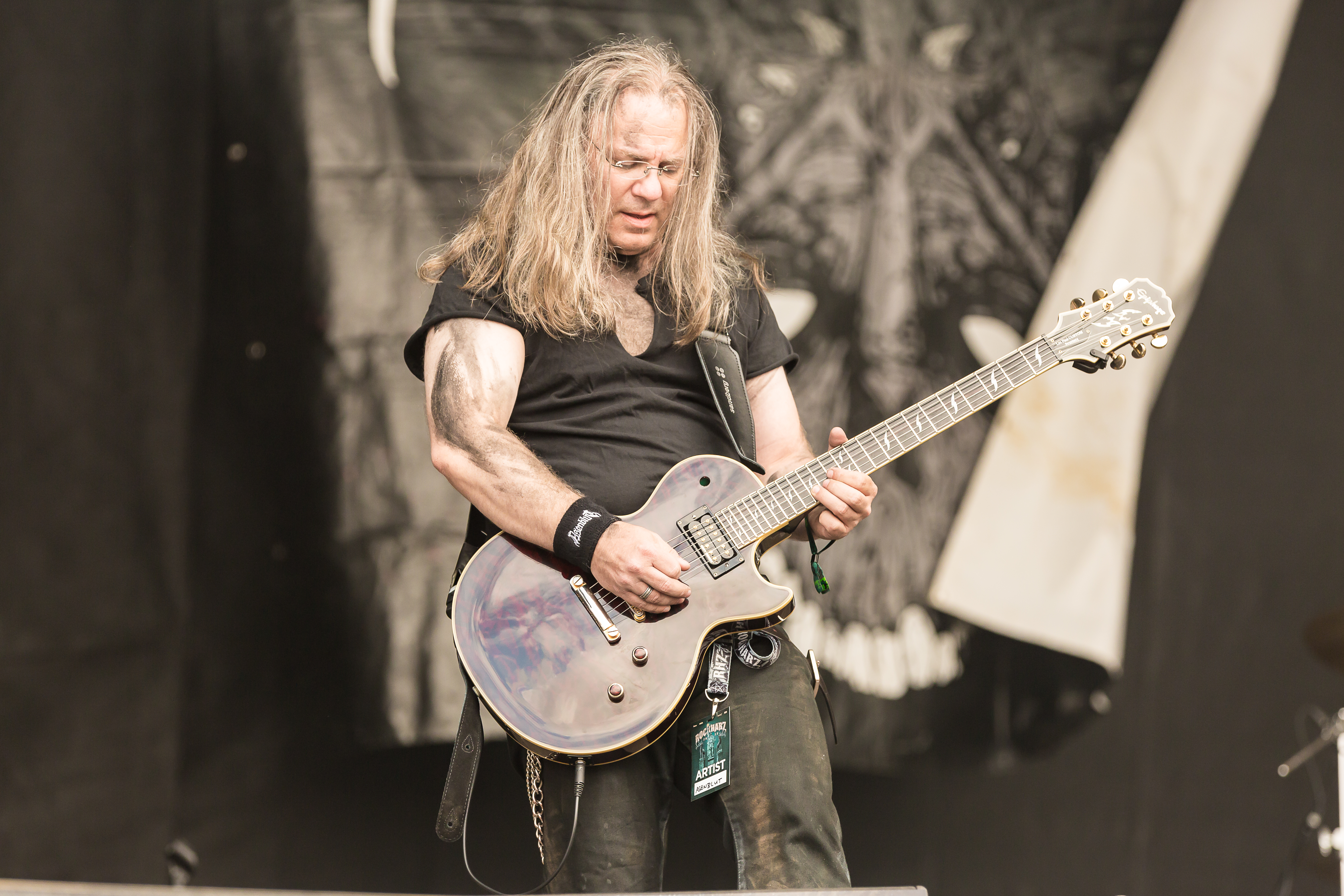
Gitarrist Claus Cleinkrieg
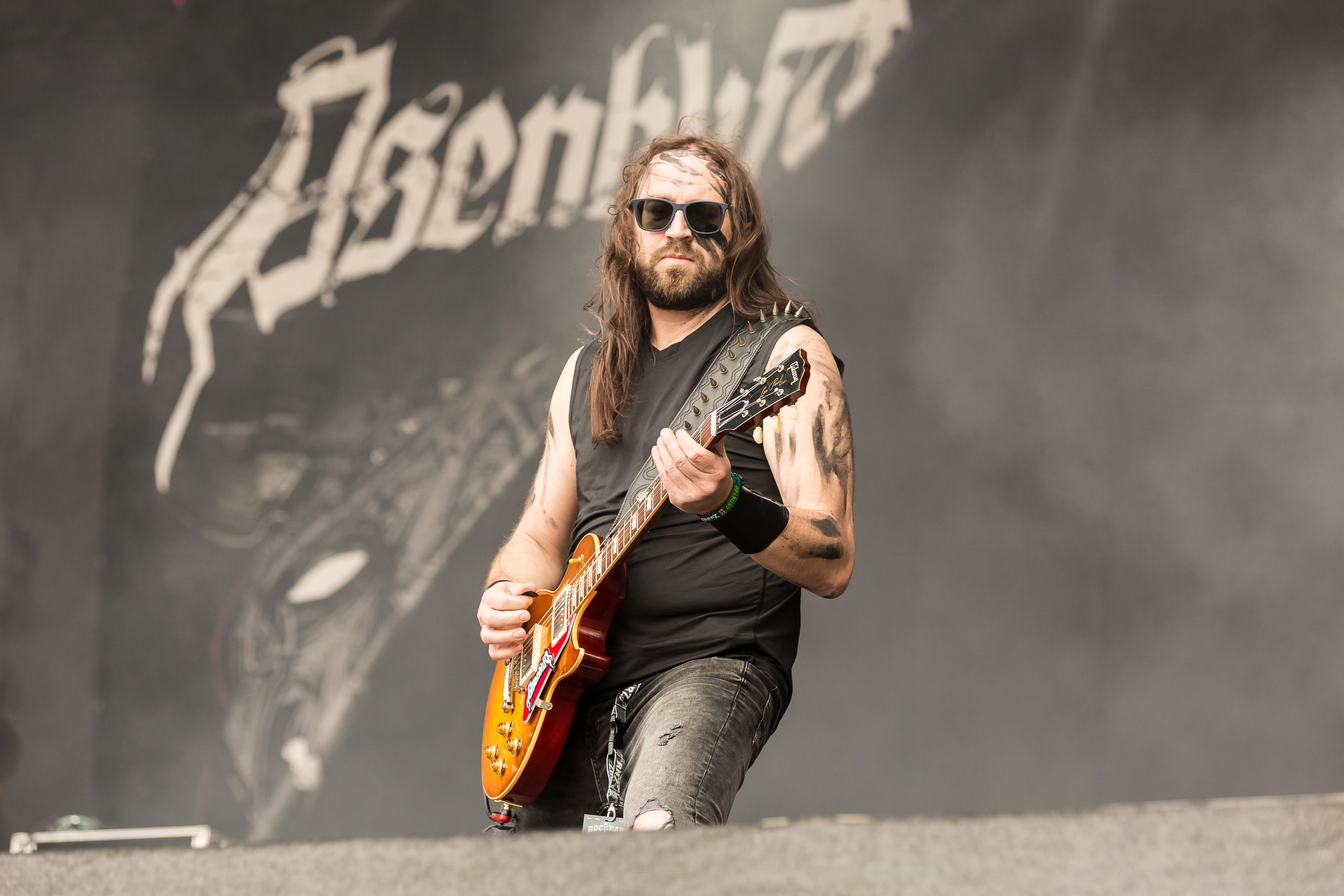
Gitarrist Alexander Seher
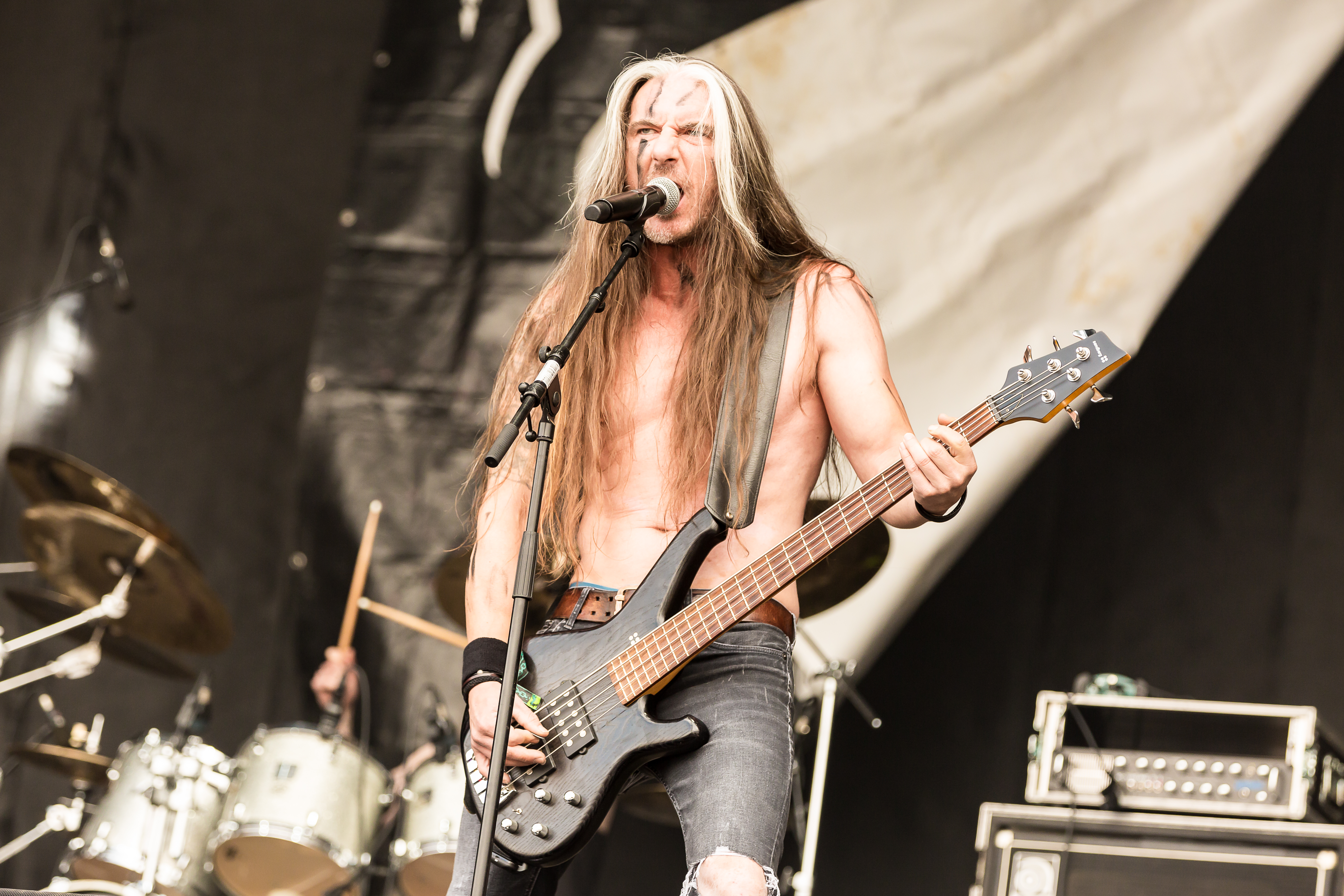
Bassist Sascha "Sash" Friße
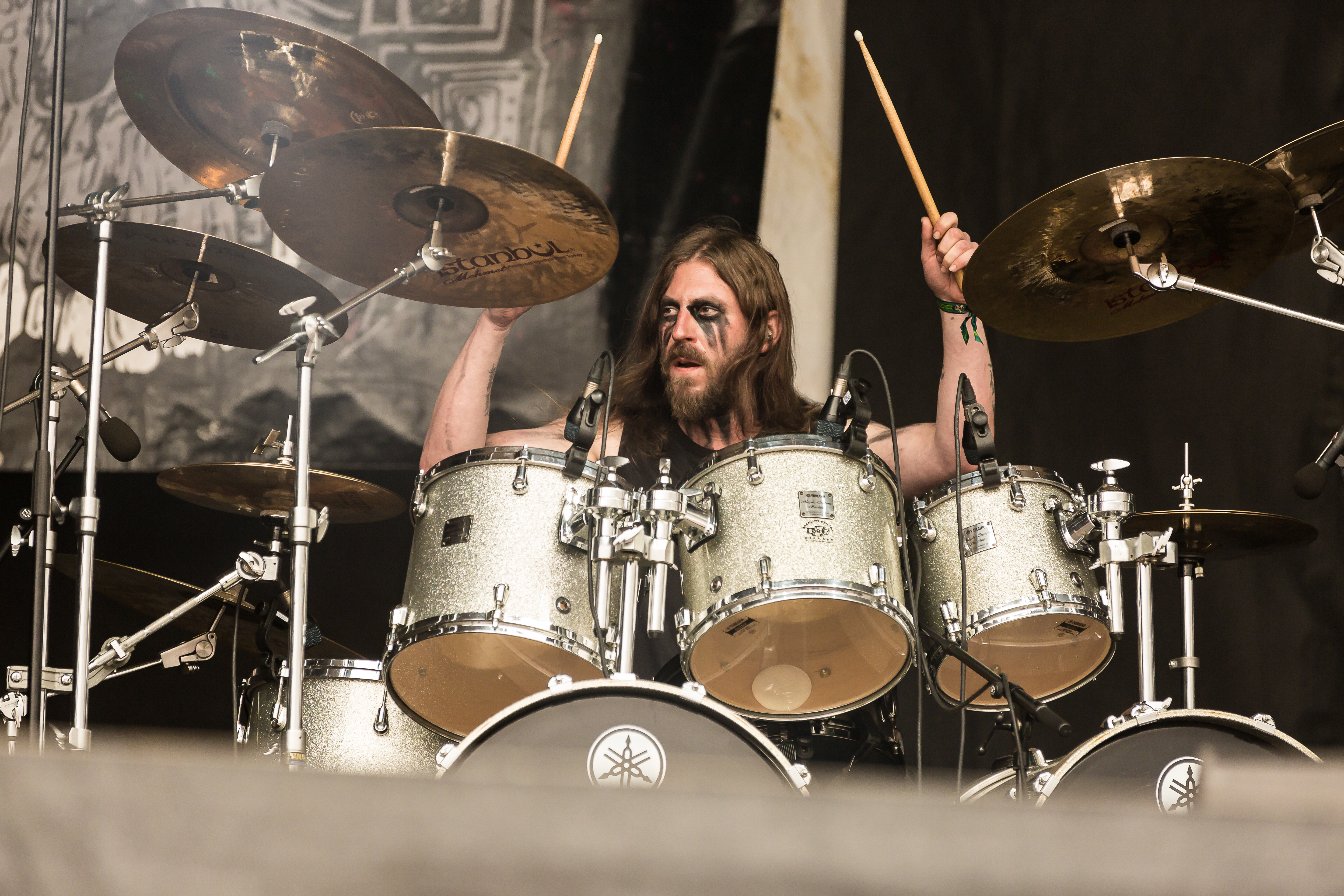
Schlagzeuger Maté "Balrogh" Balogh

## Diskografie
- 2008: Kampfruf (Demo, CDR, Eigenveröffentlichung)
- 2009: Aufbruch (Album, CD, Asatru-Klangwerke)
- 2013: Von Worten und Taten (Album, CD, MDD Records)
- 2016: Berserker (Album, CD, AFM Records / Soulfood)
- 2018: Legenden (EP, CD, AFM Records / Soulfood)
- 2020: Die wilde Jagd (Album, CD/LP, AFM Records / Soulfood)
- 2024: Entfesselt (Album, CD/LP, Massacre Records)

Beiträge auf Kompilationen (Auswahl):
- 2009: Heldenbürde auf Iut De Asken Compilation 2009 (CD, Iut De Asken)
- 2013: Mehr Als Nur Worte auf Metal For The Flood Victims (MP3, Radio Diabolus)
- 2018: Berserkerzorn auf All For Metal V (CD+DVD-V, AFM Records)

## Musikvideos
- 2014: Horizonte
- 2016: Berserkerzorn (Regie/Produktion: Sebastian „Seeb“ Levermann / Greenman Studios)
- 2018: Asenblut (Regie/Produktion: Rainer „Zipp“ Fränzen / Und Action!)
- 2020: Seite an Seite
- 2020: Codex Gigas
- 2020: Die Wilde Jagd
- 2024: Unbesiegbar
- 2024: Entfesselt
- 2024: Wie ein Berserker